# Tausūg (Sprache)
Tausūg (Bahasa Sūg; Jawi:بَهَسَ سُوگ; Malaiisch: Bahasa Sūlūk) ist eine austronesische Sprache, die in der Provinz Sulu auf den Philippinen und im östlichen Teil des Bundesstaates Sabah, Malaysia, vom Volk der Tausūg gesprochen wird.
Tausūg hat einige lexikalische Ähnlichkeiten mit der Sprache Surigaonon der Provinzen Surigao del Norte, Surigao del Sur und Agusan del Sur und mit dem Butuanon von Agusan del Norte; es hat auch einige Wortschatz-Ähnlichkeiten mit Sugbuanon, Bicolano und mit anderen philippinischen Sprachen. Viele malaiische und arabische Wörter finden sich in dieser Sprache.

## Schrift

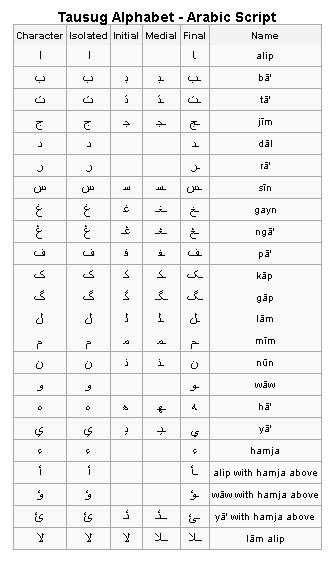

## Verbreitung

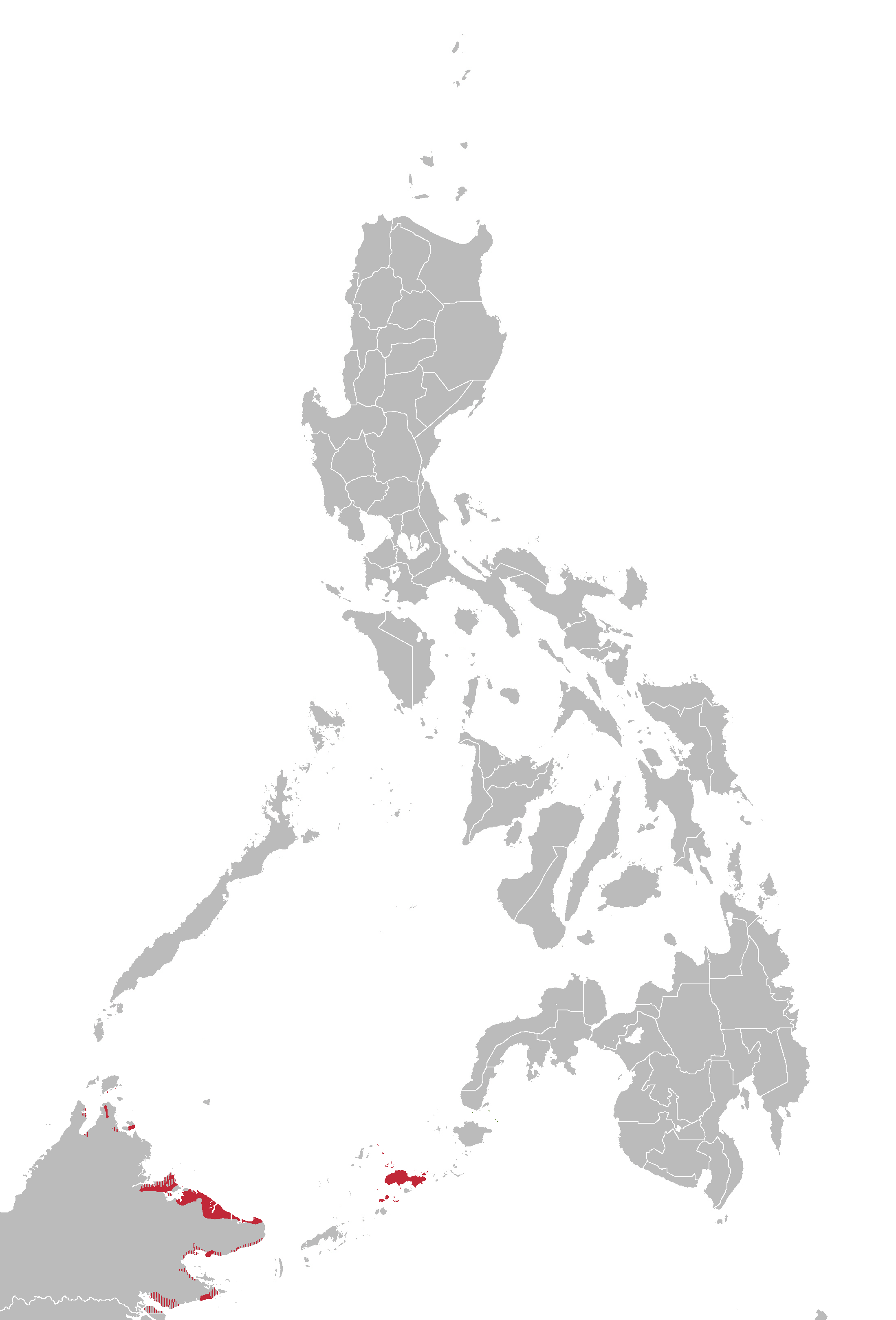
Verbreitung von Tausūg

Tausūg ist im Sulu-Archipel (Sulu, Tawi-Tawi und Basilan), auf der Zamboanga-Halbinsel (Zamboanga del Norte, Zamboanga Sibugay, Zamboanga del Sur und Zamboanga City), im südlichen Palawan und in Malaysia (östliches Sabah) weit verbreitet.